# Epoha (geologija)
Epoha je izraz koji u geologiji, odnosno geološkoj kronologiji označava vremenski period koji je kraći od razdoblja, a dulji od geološkog doba.

## Poveznice
- Geološka razdoblja